# Stenophyllia
Stenophyllia is een geslacht van rechtvleugeligen uit de familie sabelsprinkhanen (Tettigoniidae). De wetenschappelijke naam van dit geslacht is voor het eerst geldig gepubliceerd in 1878 door Brunner von Wattenwyl.

## Soorten
Het geslacht Stenophyllia  is monotypisch en omvat slechts de volgende soort:
- Stenophyllia modesta (Blanchard, 1851)